# IC 3278
IC 3278 ist eine Galaxientriplett im Sternbild Haar der Berenike am Nordsternhimmel.
Das Objekt wurde am 23. März 1903 von dem deutschen Astronomen Max Wolf entdeckt.